# CAA Arena
Die CAA Arena ist eine Mehrzweckhalle in der kanadischen Stadt Belleville in der Provinz Ontario. Die Arena ist auch als Quinte Sports Centre bekannt.

## Geschichte
Die CAA Arena wurde 1978 eröffnet und bietet bei Eishockeyspielen 3.757 Zuschauern Platz, davon 3.257 Sitzplätze. Das Eishockeyteam der Belleville Bulls, eine Mannschaft aus der OHL, trug dort von 1981 bis 2015 seine Heimspiele aus. In dieser Zeit war die Arena 1983 und 2006 Gastgeber des OHL All-Star Game. Seit 2017 fungiert sie als Heimspielstätte der Belleville Senators aus der American Hockey League (AHL), wobei die Arena zugleich diversen Modernisierungen unterzogen werden soll.
Am 19. September 2018 wurde die Arena nach der CAA South Central Ontario (CAA SCO) benannt. Die Halle heißt seitdem CAA Arena. Der Sponsoringvertrag hat eine Laufzeit von mindestens sieben Jahren.

## Galerie

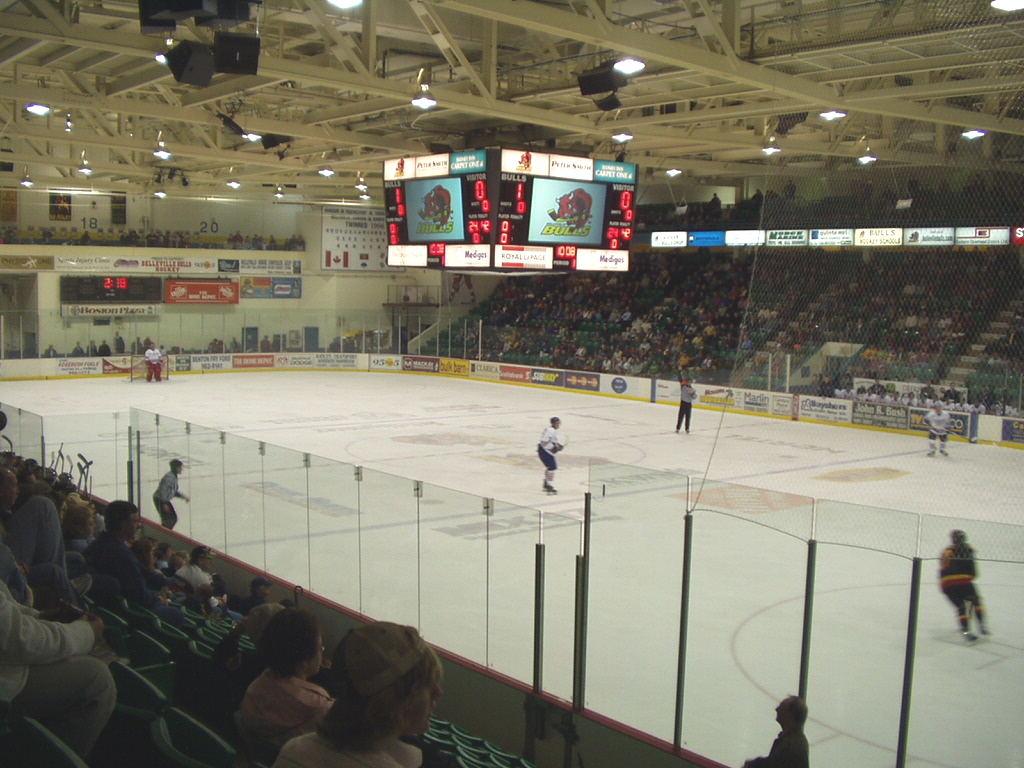
Innenansicht der CAA Arena
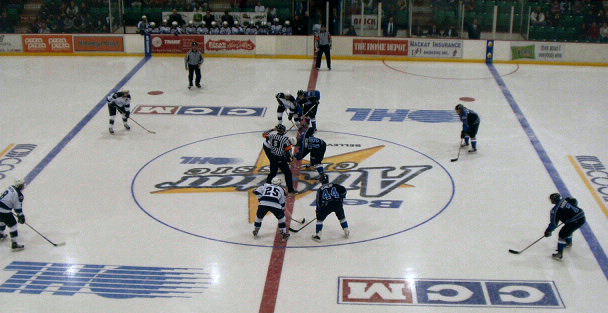
Eröffnungsbully beim OHL All-Star Game 2006